# Neringa Venckienė
Neringa Venckienė (geb. Kedytė; * 1971 in Kaunas) ist eine litauische Juristin, ehemalige Richterin, Politikerin und Seimas-Mitglied (2012–2014).

## Leben
Nach dem Abitur 1989 mit Auszeichnung an der Mittelschule Garliava in der Rajongemeinde Kaunas in Sowjetlitauen absolvierte Neringa Kedytė von 1989 bis 1995 das Diplomstudium der Rechtswissenschaften an der Vilniaus universitetas in der litauischen Hauptstadt Vilnius. 2005 studierte sie im Promotionsstudium an der Mykolo Romerio universitetas. Von 1995 bis 1999 arbeitete sie als Juristin an der Lietuvos žemės ūkio universitetas in Kaunas. 1999 war Venckienė Richterkandidatin, von 1999 bis 2007 Richterin am Kreisgericht Kaunas und von 2007 bis Juli 2012 am Bezirksgericht Kaunas. Ab 2012 war sie Mitglied im 11. Seimas, ausgewählt in der Liste der mitgegründeten Partei Drąsos kelias.

## Flucht in die USA und Verhaftung in Chicago
Ab April 2013 erschien Venckienė nicht mehr im litauischen Parlament, da sie in die USA floh und in Chicago lebte. Seitdem wird sie von litauischen Justizbehörden gesucht. Nach parlamentarischen Untersuchungen setzte das litauische Parlament 2013 ein Amtsenthebungsverfahren wegen des Verstoßes gegen die litauische Verfassung sowie Bruchs des Amtseids in Gang. Vorgeworfen wurde ihr die Abwesenheit im Seimas. Nachdem die Vorwürfe vom Verfassungsgericht Litauens als Verletzung der Verfassung bestätigt wurden, kam es am 19. Juni 2014 zum Votum im Parlament, bei dem sich eine knappe 3/5-Mehrheit (= erforderliches Quorum) in geheimer Abstimmung für ihre Amtsenthebung aussprach.
Ende Februar 2018 wurde Venckienė von der amerikanischen Polizei festgenommen und im November 2019 an Litauen ausgeliefert. Neun der ursprünglich 13 Anklagepunkte wurden nach ihrer Auslieferung aufgrund von Unterschieden im litauischen und US-amerikanischen Rechtssystem fallengelassen.

## Familie
Venckienė ist geschieden. Sie war bis März 2014 mit dem Rechtsanwalt Aidas Venckus verheiratet. Sie haben einen volljährigen Sohn.
Ihr Bruder war Drąsius Kedys (1972–2010), der nach Erkenntnissen der Polizei in seiner Heimatstadt zwei Menschen erschossen hat.

## Bibliografie
- „Drąsiaus viltis – išgelbėti mergaitę“. 328 Seiten, Vilnius, 2011. ISBN 6094-08-153-6